# Ian Banbury
Ian A. Banbury (ur. 27 listopada 1957 w Hemel Hempstead) – brytyjski kolarz torowy i szosowy, brązowy medalista olimpijski.

## Kariera
Największy sukces Ian Banbury osiągnął w 1976 roku, kiedy wspólnie z Ianem Hallamem, Robinem Crokerem i Mickiem Bennettem zdobył brązowy medal w drużynowym wyścigu na dochodzenie podczas igrzysk olimpijskich w Montrealu. Był to jedyny medal wywalczony przez Banbury'ego na międzynarodowej imprezie tej rangi oraz jego jedyny start olimpijski. Startował również w wyścigach szosowych, wygrywając między innymi Merseyside Wheel Race w 1980 roku oraz kryteria w Bedford w 1979 roku, Sheffield w 1981 roku oraz Nottingham w 1982 roku. Ponadto w 1985 roku zdobył złoty medal mistrzostw kraju w wyścigu ze startu wspólnego zawodowców. Nigdy nie zdobył medalu na szosowych ani torowych mistrzostwach świata.